# Jörg Siepmann

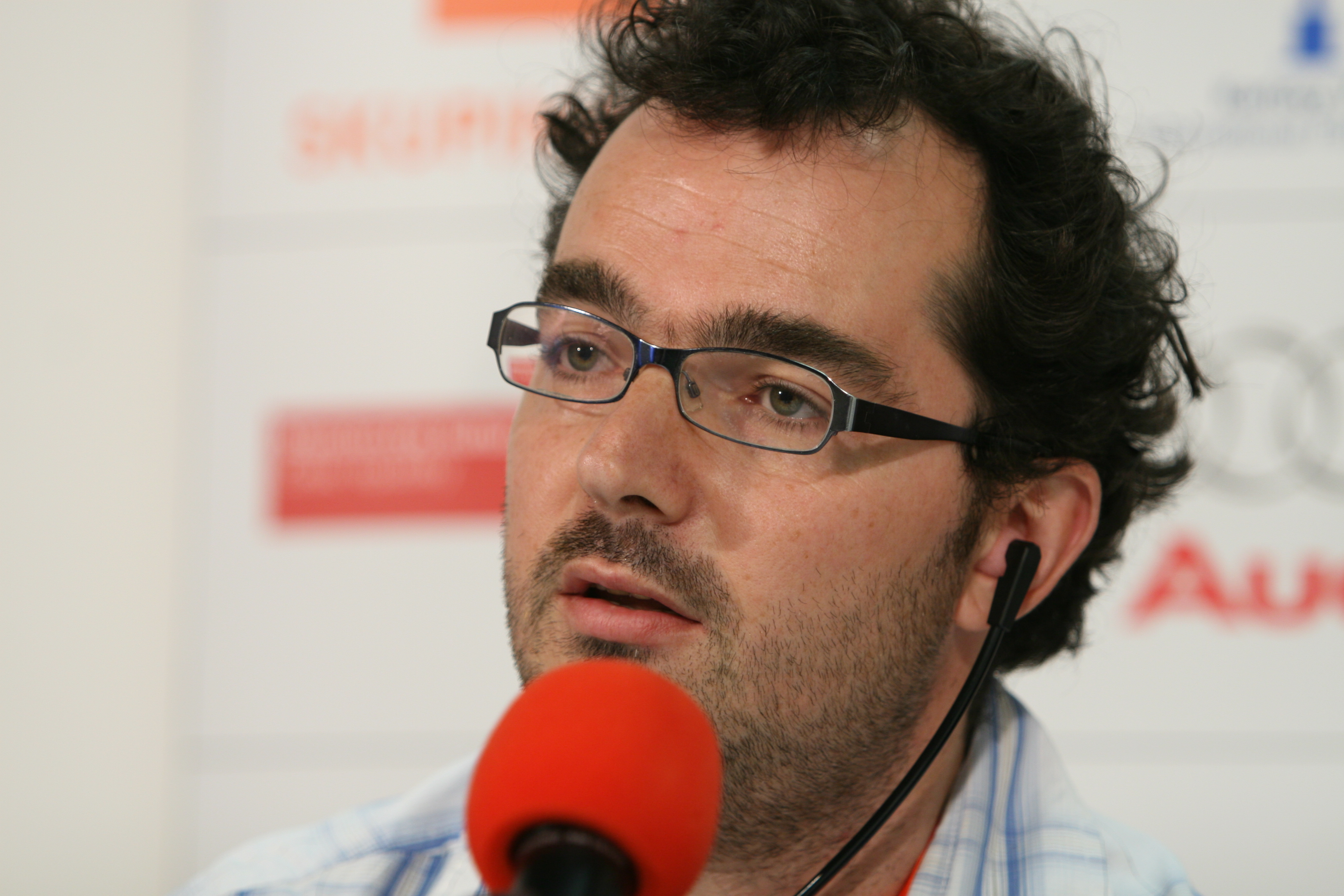
Jörg Siepmann (2008)

Jörg Siepmann (* 1966 in Essen) ist ein deutscher Filmproduzent und Filmemacher.

## Leben und Wirken
Er studierte Film von 1990 bis 1994 an der FH Dortmund und von 1994 bis 1997 an der Kunsthochschule für Medien in Köln. Während seiner Studienzeit realisierte er einige Kurzfilme. 2003 gab Jörg Siepmann dann mit dem Dokumentarfilm Golden Lemons über eine Tournee des Musikers Wesley Willis, sein Kinodebüt. Die darin unter anderem porträtierte Band Die Goldenen Zitronen distanzierte sich allerdings von dem Werk.
1999 gründete er zusammen mit Harry Flöter die Kölner Film- und Fernsehproduktionsfirma 2 Pilots.

## Filmografie (Auswahl)
- 2003: Golden Lemons (Regisseur)
- 2005: Durchfahrtsland (Produzent)
- 2006: Wahrheit oder Pflicht (Produzent)
- 2006: Uwe Johnson sieht fern (TV-Dokumentarfilm), (Produzent)
- 2008: Dr. Alemán (Produzent)
- 2009: Die Liebe der Kinder (Produzent)
- 2013: Dear Courtney (Produzent)
- 2013: Hannas Reise (Produzent)
- 2013: Es ist alles in Ordnung (Produzent)
- 2019: Sterne über uns (Produzent)
- 2024: Der Wald in mir (Produzent)

## Auszeichnungen
- 1994: Förderpreis des Landes Nordrhein-Westfalen
- 1997: Gewinner des Friedrich-Wilhelm-Murnau-Kurzfilmpreises beim Tag des deutschen Kurzfilms in Wiesbaden für Zwei Tage grau.
- 2001: Gewinner des Friedrich-Wilhelm-Murnau-Preises beim Tag des deutschen Kurzfilms in Wiesbaden für Silverstar.